# غيوم سيلس ماريا
غيوم سيلس ماريا (بالإنجليزية: Clouds of Sils Maria)‏ هو فيلم دراما نفسي من تأليف وإخراج أوليفيير أساياس ومن بطولة جولييت بينوش، كريستين ستيوارت، كلوي غرايس موريتز، جوني فلين ولارس أيدينجر، صدر الفيلم في فرنسا في 20 أغسطس 2014.